# Le Croisic
Le Croisic er en kommune i departementet Loire-Atlantique, Pays de la Loire. I kommunen bor der ca. 4000 indbyggere.